# Хайнц, Генри

Портрет Генри Хайнца

Генри Джон Хайнц (англ. Henry John Heinz; 11 октября 1844[…], Birmingham, Пенсильвания — 14 мая 1919[…], Питтсбург, Пенсильвания) — американский предприниматель немецкого происхождения, изобретатель.

## Биография
Генри Джон Хайнц родился 11 октября 1844 года в Питтсбурге (штат Пенсильвания) в семье немецких эмигрантов.  Его отец эмигрировал из Баварии в США, где наладил производство кирпича, а потом удачно женился на переселенке из Германии. Через десять лет отец Генри переехал в соседний городок Шарпсбург и туда же переместил свой небольшой кирпичный завод.
Генри вырос в добротном просторном доме с примыкающим к нему огромным участком земли и садом. В 6 лет он начал помогать своей матери, в 8 — продаёт овощи с семейного участка. В 9 лет юный Хайнц начинает продавать тертый хрен, расфасованный в баночки, в 10 получает ¾ акра (3000 м²) в собственное распоряжение. К 12 годам он получил уже 3 ½ акра (14 000 м²).
В течение 1861 года он заработал на тертом хрене и других овощах со своего огорода 2400 долларов.
Таким образом Генри смог самостоятельно заплатить за свою учёбу в колледже (Duff’s Business College), по окончании которого ещё несколько лет работал на кирпичном заводе отца.
В 1869 году вместе с соседом Кларенсом Ноублом Хайнц организовал фирму Heinz & Noble. В 1875 году компания обанкротилась, и Генри зарегистрировал компанию F.& J. Heinz на своих брата Джона и двоюродного брата Фредерика.
В 1888 году Генри выкупил компанию у своих родственников и переименовал её в H.J. Heinz. С 1905 года, после акционирования, и до конца жизни занимал пост главы компании.
Умер 14 мая 1919 года от пневмонии у себя на родине, в Питтсбурге.

## Семья
- Отец: Джон Генри Хайнц (John Henry Heinz)
  - Его мать, Шарлотта Кристина Трумп, является сестрой прапрадеда 45-го президента США Дональда Трампа[4].
- Мать: Анна Маргарита Шмидт Хайнц (Anna Margaretta Schmidt Heinz)
  - Сестра: Элизабет Хайнц Мюллер (Elizabeth Heinz Mueller)
  - Сестра: Генриетта Д. Хайнц (Henrietta D. Heinz)
  - Брат: Джон Хайнц (John Heinz)
  - Сестра: Мэри А. Хайнц (Mary A. Heinz)
  - Брат: Пи. Джей. Хайнц (P. J. Heinz)
- Жена: Сара Слоан Младшая Хайнц (Sarah Sloan Young Heinz) 
  - Сын: Кларенс Хайнц (Clarence Heinz)
  - Сын: Клиффорд Хайнц (Clifford Heinz)
  - Сын: Говард Хайнц (Howard Heinz)
  - Дочь: Ирен Хайнц Гивенс (Irene Heinz Givens)